# La lune à un mètre
La lune à un mètre (La luna a un metro) è un cortometraggio diretto da Georges Méliès (Star Film 160-162) della durata di circa 3 minuti in bianco e nero.
Questo film fu un progetto ambizioso di Méliès, che creò una storia di lunghezza tripla, con un continuo rocambolare di effetti speciali e situazioni.
Vi si notano ancora effetti teatrali e cinematografici (l'arresto della ripresa che fa sparire e apparire, personaggi, scenografie e cose), con qualche timida novità, come lo scatto singolo, che permette l'animazione dei disegni sulla lavagna (fatta poi in un secondo momento da sagome ritagliate e mosse da fili, un trucco questo di tipo teatrale e non cinematografico).
Con questo film inoltre Méliès si avvicina al tema dell'astronomo e della luna che sarà quello dei suoi capolavori: Viaggio nella luna e Viaggio attraverso l'impossibile.

## Trama
Nello studio di un mago, con un grande telescopio puntato da un balcone verso la luna, un diavoletto importuna il mago che sta studiando, ma appare una donna-dea, con una luna in testa, che lo scaccia e ispira il mago, il quale si alza e scrive un progetto alla lavagna, con la Terra e la luna, che si animano e diventano un bambino con la testa di sole che sorride.
Buttata via la lavagna, il mago prende un telescopio, ma si scopre che è un matterello, che gli cade nell'occhio. Sparisce la scrivania e la sedia, facendolo capitombolare. Allora guarda verso la luna col grande telescopio, ma questa diventa enorme, entra nella stanza e divora il telescopio, i mobili e poi sputa fuoco. Il mago si ripara con un ombrello, che viene incenerito, poi la luna sputa due bambini-Pierrot, che si mettono a ballare. Rispediti nella bocca del satellite, il mago colpisce la luna mostruosa (fatta con una scenografia di cartone dove si muovono bocca, occhi e sopracciglia) la quale torna piccola in cielo. Il mago cerca allora di colpirla con mobili, che spariscono e alla fine la luna diventa una sottile striscia di luna, dove sta seduta una donna velata, che arriva nella stanza del mago, ma vola via quando lui cerca di abbracciarla, per tornare, senza velo, sullo spicchio di luna. Sparisce poi il balcone e mentre il mago picchia con la scopa l'armatura che è apparsa, riappare la luna mostruosa, che lo inghiotte, sputandone poi i pezzi.
Allora riappare il diavoletto, che la dea della luna riscaccia via; essa lancia i pezzi del mago sulla sedia, che si ricompongono ritrasformandosi nella persona, che si inginocchia alla dea chiedendole che tutta la sua stanza riappaia a posto venendo soddisfatto.
Il mago allora si rimette a studiare, ripensando all'accaduto e muovendo le braccia pensieroso.

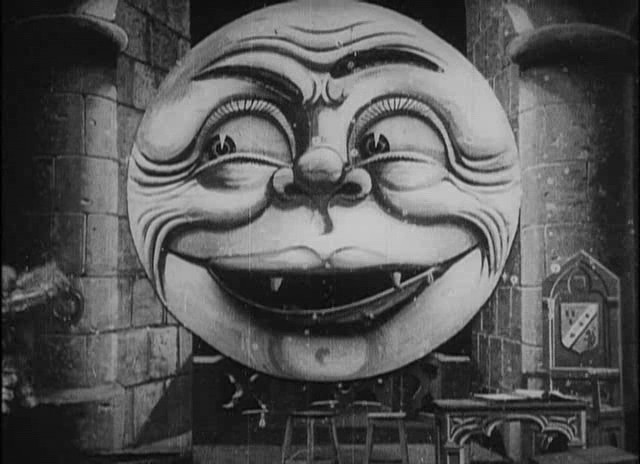
La luna nella stanza
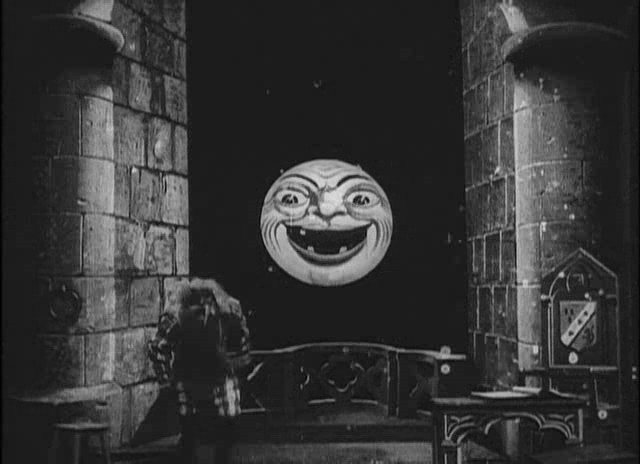
La luna torna lontana
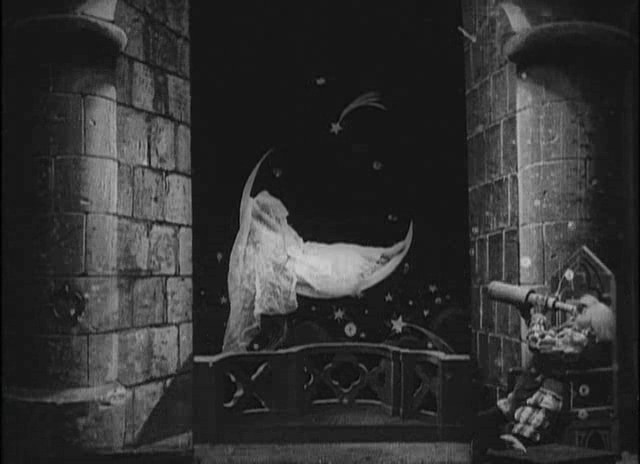
La dama lunare